# Polygastrophora obscura
Polygastrophora obscura is een rondwormensoort uit de familie van de Enchelidiidae.